# Дъщерна република
Дъщерна република (на френски: république sœur) е република, провъзгласена след нахлуването на френската революционна армия или от местни революционери с помощта на Първата френска република по време на френските революционни войни.

## Предистория
Идеалите, проповядвани от Националния Конвент и Робеспиер по време на този период, са народният суверенитет, върховенството на закона и представителната демокрация. Републиканците са повлияни също така от идеите и ценностите на вигите в Англия и философите на Просвещението.
Затова Френската република подкрепя разпространението на републиканските принципи в Европа, но на практика повечето от тези дъщерни републики се превръщат в средство за контрол на окупираните територии на базата на комбинация от френска и местна власт. Републиканските национални правителства насърчават национализма вместо монархията, която е предимно свързана с династиите Бурбони и Хабсбурги.

## Френски дъщерни републики в Италия
- Република Алба (1796) е върната към Кралство Сардиния
- Република Пескара (1799)
- Партенопейската република (1799) е завладяна от санфедистите за Сицилианското кралство
- Римската република (1798 – 1799) завършва с възстановяването на Папската държава
  - Република Анкона (1797 – 1798) се присъединява към Римската република
  - Република Тиберина (1798 – 1799) се присъединява към Римската република
- Република Леманик - Lémanique (1798) влиза в състава на Хелветската република
- Субалпийската република (1802) е анексирана от Френската република (или Новара в Италианската република)
  - Пиемонтската република (1798 – 1799), завоювана от австрийско-руските войски и предадена обратно на Сардиния, но повторно завоювана от Наполеон през 1800 г. и преименувана на Субалпийска република
- Лигурската република (1796 – 1805) е присъединена към френската империя
- Република Лука (1799 и 1801 – 05), е заменена от княжество Лука и Пиомбино
- Италианската република (1802 – 1805) се преобразува в кралство Италия
  - Цизалпийската република (1797 – 1802) се преобразува в Италианска република
    - Цизпаданска република (1796 – 1797) формира Цизалпийската Република
      - Болонска република (1796), е анексирана от Цизпаданската

    - Бергамска република (1797) формира Цизалпинската република
    -  Транспаданската република (1796 – 1797) формира Цизалпийската република
    - Република Крема (1797) формира Цизалпийската република
    - Република Бреша (1797) формира Цизалпийската република

## Други дъщерни френски републики
- Батавска република (1795–1806) - Нидерландия
- Хелветска република (1798–1803) - Швейцария
- Илирийска република (1809–1816) - Далмация